# Порожня дитина
Порожня дитина (англ. The Empty Child) — дев'ятий епізод першого сезону поновленого телесеріалу «Доктор Хто». Уперше транслювався на телеканалі BBC One 21 травня 2005 року. Цей епізод був першим епізодом, сценаристом якого був Стівен Моффат, який пізніше став головним продюсером та сценаристом телесеріалу після Расселла Ті Девіса. Режисером був Джеймс Гоуз. Епізод є першою частиною двосерійної історії, що завершується епізодом «Доктор танцює».
У епізоді вперше з'являється Джон Барроумен у ролі капітана Джека Гаркнесса, який став одним серед головних персонажів телесеріалу та головним персонажем спін-оф серіалу «Торчвуд». Епізод «Порожня дитина» переглянули 7,11 мільйона глядачів у Великій Британії. Історію з двох частин критики назвали одною з найкращих в серіалі, і вона отримала премію «Г'юго» за найкращу драматичну постановку в 2006 році (коротка форма).

## Короткий опис
В даному епізоді Доктор разом з Роуз Тайлер потрапляють до Лондона 1941 року під час бомбардування Бліц Великої Британії. Вони дізнаються, що місто тероризує дивний хлопчик в протигазі, що постійно кличе свою маму, та поширює хворобу, при якій всі контактуючі стають такими, як він.

## Сюжет
Доктор разом з Роуз переслідують на TARDIS небезпечний металевий циліндр, що починає переміщуватись крізь час. Виходячи з часового вихору, вони виявляють, що циліндр знаходиться в Лондоні. TARDIS матеріалізується на вузькій алеї вночі. Доктор і Роуз виходять на пошуки об'єкта, прибувши через пару тижнів після приземлення циліндра. Доктор чує музику із зачинених дверей, у які входить. Роуз чує хлопчика у протигазі на даху будівлі, що кличе матір.
Двері, в які входить Доктор, ведуть до кабаре. Після того, як співачка закінчує співати, Доктор підходить до мікрофона та запитує, чи не впав якийсь предмет з неба за останні кілька днів. Усі сміються, і Доктор бачить плакати, на яких видно, що зараз 1941 рік — середина Бліцу. Роза досягає даху будівлі, використавши мотузку, на якій прикріплений аеростат загородження, щоб піднятися вгору. Аеростат випадково піднімається, забравши Роуз із собою. Роуз зі страхом бачить з висоти бомбардування Лондона.
Доктор не знаходить Роуз, повернувшись до TARDIS. Несправжній телефон, що знаходить назовні корабля, дзвонить. Коли Доктор готується підняти його, з'являється молода дівчина Ненсі та просить на нього не відповідати. Доктор запитує її, як може дзвонити несправжній телефон, але дівчина зникає. По телефону Доктор чує лише дитячий голос: «Матусю? Ти моя матуся?». Покинувши алею, Доктор бачить родину, що заходить до бомбосховища. Він також помічає молоду дівчину, що зайшла в будинок, яку він бачив хвилину тому.
Роуз все ще висить над палаючим Лондоном. З балкона внизу чоловік у військовій уніформі розглядає її через бінокль. Роуз втрачає хватку на мотузці і падає, поки не відчуває зупинку падіння та синій промінь, що її тримає. Вона швидко ковзає по ньому до корабля Джека Гаркнесса на його руки та падає непритомною.

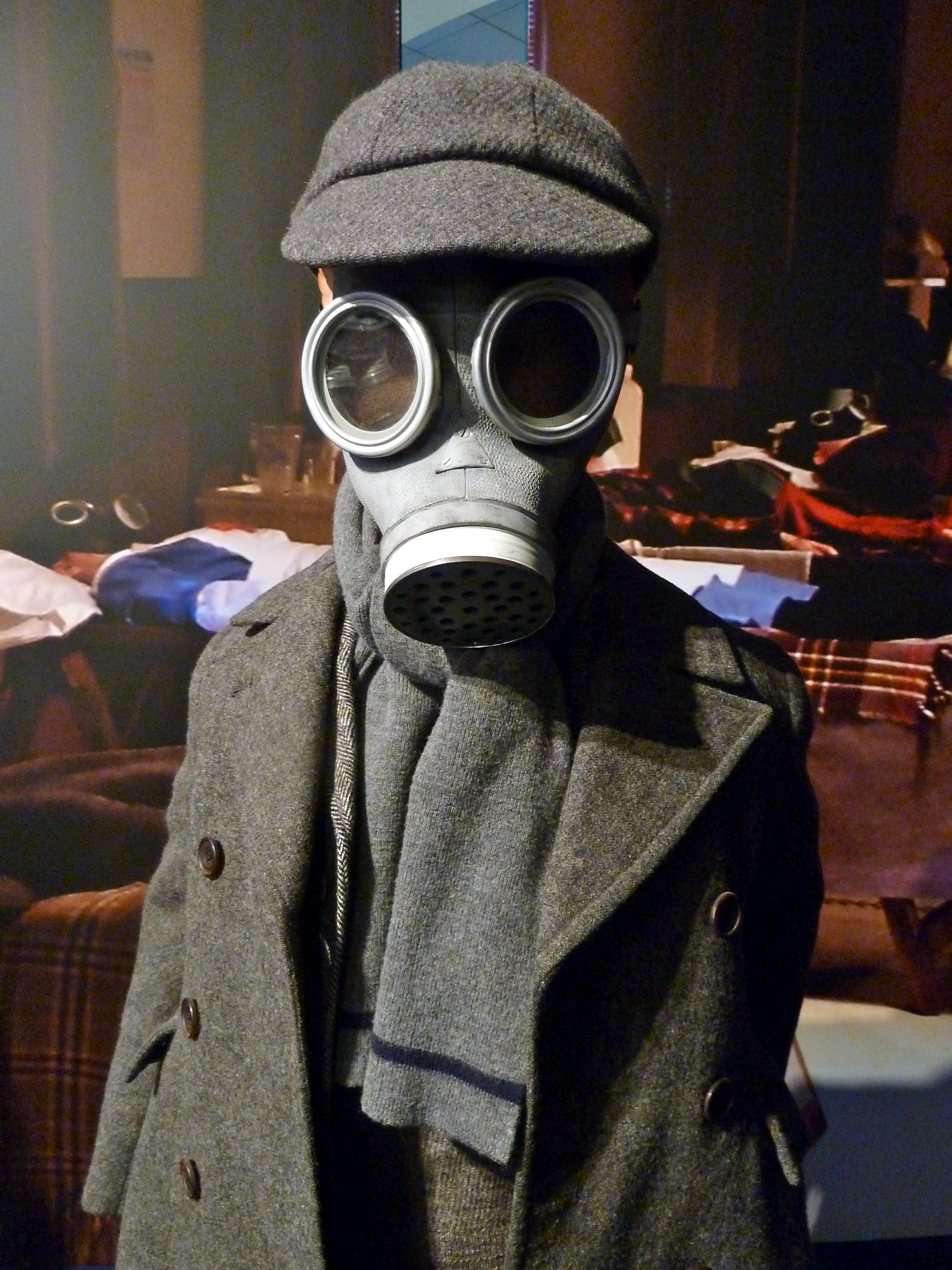
«Порожня» дитина, показана на виставці Doctor Who Experience

Ненсі приєднується до інших дітей, які починають їсти вечерю, залишену на столі. Доктор раптово з'являється і виявляє, що всі вони бездомні. Він запитує дітей, чи бачили вони циліндр, але на вулиці одразу з'являється порожня дитина. Ненсі поспіхом зачиняє двері та каже Доктору, що це «не зовсім» дитина, а потім наказує іншим дітям тікати. Ненсі каже Доктору не торкатися дитини, інакше він стане таким, як цей хлопчик. Дитина має можливість робити телефонні дзвінки до довільного передаючого пристрою. Доктор запитує дитину через двері, чому інші бояться його, але вона продовжує просити, щоб її впустили. Доктор погоджується відкрити двері, але виявляє, що на вулиці порожньо.
Роуз притомніє на кораблі Джека, який представляється капітаном Джеком Гаркнессом. Він вручає їй посвідчення, яку Роуз розпізнає як психічний папір. Джек використовує наногени свого корабля для лікування рук Роуз від мотузки та вважає її «агентом часу», запрошує випити на «балкон» — вони виходять на невидимий корпус корабля, що зупинений біля годинника Біг-Бена. Джек розповідає їй, що те, що впало на Лондон, було повністю обладнаним бойовим кораблем Чула і пропонує купити його. Однак термін прийняття рішення — дві години, після чого впаде німецька бомба та знищить його.
Ненсі пробирається через занедбаний залізничний двір до паровоза. Доктор знову її дивує, прослідкувавши за нею. Ненсі розповідає йому про «бомбу, що не була бомбою», що впала біля станції у районі Лаймгаус та зараз охороняється військовими. Ненсі каже, що якщо Доктор хоче з'ясувати, що відбувається, йому потрібно поговорити з «лікарем».
Доктор прибуває в лікарню Альбіону разом з Ненсі та бачить ліжка з трупами, одягненими в протигази. З'являється літній чоловік у лікарському халаті і каже Доктору, що тут знаходяться сотні людей у масках. Лікар Костянтин запрошує Доктора оглянути їх. Доктор виявляє, що всі трупи мають однакові поранення та протигази, з'єднані з плоттю. Костянтин пояснює, що була лише одна жертва після падіння цієї «бомби». Ті, хто контактував з жертвою, незабаром отримали такі ж поранення, симптоми поширилися, як епідемія. Лікар запитує про причину їх смерті, на що Костянтин відповідає, що вони не мертві. Коли він подає сигнал ударом тростини, «трупи» оживають. Доктор робить крок назад, але Костянтин пояснює, що вони нешкідливі. Костянтин скеровує лікаря до палати 802, де перебувала перша жертва, брат Ненсі. Костянтин каже, що Ненсі знає більше, аніж говорить, але перш ніж розповідати далі, він перетворюється на «порожнього» та стає, як інші хворі.
Роуз та Джек потрапляють до лікарні. Вона розповідає Доктору про військовий корабель Чула. Доктор вимагає від Джека пояснень, що це за військовий корабель, але Джек зізнається, що циліндр був просто санітарною капсулою, не вміщуючи нічого цінного. Джек усвідомлює, що Роуз та Доктор не є агентами часу. Доктор пояснює, що людську ДНК переписує дурень, але з невідомою метою.
Повернувшись до будинку, Ненсі продовжила забирати їжу з кухні, але дитина потрапляє всередину. Дівчина ховається, але дитина зрештою її знаходить та запитує: «Ти моя матуся?» Ненсі відступає, називаючи дитину «Джеммі» та благає: «Але ж ти мертвий!». У лікарні хворі встають та починають просуватися до Доктора, Роуз та Джека, повторюючи «Матусю».

## Зйомка епізоду
Зйомки відбулися на туристичній залізниці Баррі. Острів Баррі та його тепер зруйнований відпочинковий табір Бутлінс раніше були місцем зйомок епізоду з сьомим Доктором «Дельта» і прапороносець». Звук тріску черепа доктора Констянтина, коли його обличчя перетворюється на протигаз, виробничий колектив завважав занадто жахливим у своєму повному вигляді, і був обрізаний перед трансляцією. Однак сценарист Стівен Моффат у коментарі до цього епізоду стверджує, що присутність даного звуку обговорювалась, але ніколи не погоджувалась. Згідно з епізодом «Фактор страху» документального серіалу BBC «Doctor Who Confidential», ефект був доданий у версії епізоду, представленій у релізі для домашнього перегляду «The Complete First Series box set».

## Трансляція епізоду та відгуки
Епізод «Порожня дитина» переглянуло 6,6 мільйона глядачів за одну ніч та отримав 34,9 % рейтингу. Після підрахунку остаточних рейтингів цифра зросла до 7,11 млн глядачів.
SFX заявив, що в двох епізодах історі є «все», особливо хвалячи сценарій Моффата. У 2012 році Дейв Голдер з даного журналу назвав «Порожню дитину» гарним прикладом «епізоду зі страшною дитиною» у жанрі наукової фантастики.